# Dawid Kasperski
Dawid Kasperski (ur. 7 lipca 1990 w Starachowicach) – polski kick-bokser i zawodnik muay thai. Po raz pierwszy zyskał rozgłos dzięki udanej karierze amatorskiej, zdobywając złoto w Pucharze Świata Kick-Box w 2013 roku i srebro w Mistrzostwach Świata WAKO w tym samym roku. Przez kilka lat był związany z profesjonalną rumuńską organizacją Superkombat Fighting Championship, w której zdobył tytuł mistrza turnieju wagi półciężkiej. Jest także 14-krotnym Mistrzem Polski w formule K-1 i kickboxingu oraz Zawodowym Mistrzem Polski w K-1. Od 2024 zawodnik mieszanych sztuk walki (MMA) rywalizujący w organizacji KSW.

## Kariera w kick-boxingu
W 2014 roku wziął udział w turnieju Superkombat World Grand Prix I 2014. W półfinale wygrał jednogłośną decyzję z Ciprianem Șchiopu, a w finale wygrał niejednogłośną decyzją z Errolem Koningiem.
Później walczył na gali SUPERKOMBAT Final Elimination przeciwko Ibrahimowi El Bouni. Kasperski wygrał walkę decyzją większościową.
W listopadzie 2014 uczestniczył w ostatnim w tym roku turnieju organizowanym przez organizacje Superkombat. Jego stawką był pas i tytuł mistrzowski tej organizacji. W półfinale zawalczył z Aristotem Quitusisa. Po trzech rundach, sędziowie wskazali niejednogłośne zwycięstwo Francuza.
30 czerwca 2017 w Monako w pojedynku na zasadach K-1 stoczył walkę o tytuł WAKO World K-1 w wadze ciężkiej. Kasperski przegrał przez decyzję z Gregorym Grossim.
W listopadzie 2017 roku wziął udział w czteroosobowym turnieju KFWC Savate w Levallois-Perret. W półfinale walczył z Dylanem Colinem. Po wyrównanej walce odpadł decyzją sędziów.
W sierpniu 2017 na konferencji prasowej w Hotelu Marriott został zaprezentowany jako nowy zawodnik polskiej organizacji DSF Kickboxing Challenge. 9 grudnia tego roku zawalczył na wydarzeniu DSF Kickboxing Challenge 12 z bardziej doświadczonym Francuzem, Mehdim Bouananem. Polak pokonał rywala przez jednogłośną decyzję sędziów. 
13 kwietnia 2018 zmierzył się z Aleksiejem Dmitriewem podczas gali DSF Kickboxing Challenge 14. Zwyciężył jednogłośną decyzją.
W 2018 roku związał się z czołową kick-bokserską organizacją Glory. Zadebiutował w niej 12 maja na gali we francuskim Lille, mierząc się z Yousrim Belgarouim. Przegrał przez TKO w drugiej rundzie.
Oczekiwano, że po blisko 7-letniej przerwie powróci do formuły kick-bokserskiej podczas gali Strike King 4, która odbyła się 1 lutego 2025 w Trzebnicy. Ostatecznie na kilka dni przed tym wydarzeniem doznał kontuzji, przez co nie zawalczył z Kanadyjczykiem, Olivierem Langloisem-Rossem. Kasperski zawalczy 15 marca 2025 w Kaliszu podczas gali Time For K1 III. Jego rywalem będzie Robert Maruszak.

## Kariera MMA
W styczniu 2024 ogłoszono, że stoczy swój pierwszy pojedynek w mieszanych sztukach walki na gali KSW 91: Mircea vs. Brichta w czeskim Libercu. Kasperski udanie zadebiutował w nowej dla siebie formule, zwyciężając jednogłośną decyzją sędziów (30-27, 30-27, 30-27).
7 czerwca 2024 podczas gali KSW 95 w Olsztynie miał zmierzyć się ze znanym polskim bokserem, Krzysztofem Głowackim. Tuż przed zbliżającym się wydarzeniem doszło do zmian w karcie walk i ogłoszono, że starcie zostało przeniesione na jedną z kolejnych wydarzeń KSW. Pod koniec lipca 2024 roku organizacja KSW poinformowała kibiców, że do niedoszłej walki dojdzie 14 września na gali XTB KSW 98 w Lubinie. Kasperski zwyciężył jednogłośną decyzją sędziów.
Swoją trzecią walkę pod szyldem KSW stoczył 9 sierpnia 2025 na gali XTB KSW 109 w Warszawie, przegrywając z Bartoszem Szewczykiem niejednogłośną decyzją sędziów.

## Osiągnięcia

### Kick-boxing

#### Zawodowe
- 2014: Tytuł Zawodnik Roku 2014 według Fightsport.pl[32]
- 2014: SUPERKOMBAT World Grand Prix I Zwycięzca Turnieju 2014

Amatorskie
- 2014: Mistrz Polski formuły K-1 -86 kg
- 2013: Puchar Świata Kick-Box 2013 w Segedynie  -86 kg (formuła K-1)
- 2013: Mistrzostwa Świata Amatorów WAKO 2013 w Guaruji  -86 kg (formuła K-1)

## Lista zawodowych walk w kick-boxingu
| Wynik     | Przeciwnik (bilans przed walką) | Rozstrzygnięcie                             | Runda | Czas | Rozgrywki                                                           | Data       | Miejsce          | Uwagi                                                                  |
| --------- | ------------------------------- | ------------------------------------------- | ----- | ---- | ------------------------------------------------------------------- | ---------- | ---------------- | ---------------------------------------------------------------------- |
| Przegrana | Yousri Belgaroui                | TKO (cztery nokdauny i kopnięcie na korpus) | 2     | 1:16 | Glory 53: Lille                                                     | 12.05.2018 | Lille            |                                                                        |
| Wygrana   | Aleksiej Dmitriew               | Decyzja (jednogłośna)                       | 3     | 3:00 | DSF Kickboxing Challenge 14                                         | 13.04.2018 | Warszawa         |                                                                        |
| Wygrana   | Mehdi Bouanane                  | Decyzja (jednogłośna)                       | 3     | 3:00 | DSF Kickboxing Challenge 12                                         | 09.12.2017 | Warszawa         |                                                                        |
| Przegrana | Dylan Colin                     | Decyzja                                     | 3     | 3:00 | -85 kg KFWC savate pro Semi Finals                                  | 24.11.2017 | Levallois-Perret |                                                                        |
| Przegrana | Gregory Grossi                  | Decyzja                                     | 5     | 3:00 | Monte Carlo Fighting Masters                                        | 30.06.2017 | Monte Carlo      | Walka o mistrzostwo świata W.A.K.O. Pro w wadze ciężkiej K-1 -88,6 kg. |
| Wygrana   | Alexandru Negrea                | Decyzja (jednogłośna)                       | 3     | N/A  | SUPERKOMBAT World Grand Prix III 2016                               | 31.07.2016 | Mamaja           |                                                                        |
| Wygrana   | Adrian Valentin                 | Decyzja                                     | 3     | 3:00 | Perun Fight Night                                                   | 21.04.2017 | Trnawa           |                                                                        |
| Przegrana | Maxim Vorovski                  | Decyzja                                     | 3     | 3:00 | Xplosion Fight Series                                               | 09.05.2015 | Tallinn          |                                                                        |
| Przegrana | Aristote Quitusisa              | Decyzja (niejednogłośna)                    | 3     | 3:00 | SUPERKOMBAT World Grand Prix 2014 Final, Semi Finals                | 22.11.2014 | Monza            |                                                                        |
| Wygrana   | Ibrahim El Bouni                | Decyzja (większościowa)                     | 3     | 3:00 | SUPERKOMBAT World Grand Prix 2014 Final Elimination, Quarter Finals | 25.10.2014 | Genewa           |                                                                        |
| Wygrana   | Errol Koning                    | Decyzja (niejednogłośna)                    | 3     | 3:00 | SUPERKOMBAT World Grand Prix I 2014                                 | 12.04.2014 | Reșița           | Wygrał turniej SUPERKOMBAT World Grand Prix I 2014.                    |
| Wygrana   | Ciprian Șchiopu                 | Decyzja (jednogłośna)                       | 3     | 3:00 | SUPERKOMBAT World Grand Prix I 2014                                 | 12.04.2014 | Reșița           |                                                                        |
| Wygrana   | Łukasz Radosz                   | Decyzja (jednogłośna)                       | 3     | 3:00 | MFC 6                                                               | 14.12.2013 | Zielona Góra     |                                                                        |
| Wygrana   | Radosław Rydzewski              | Decyzja                                     | 3     | 3:00 | The Gladiators K-1 Rules II                                         | 07.12.2013 | Polkowice        |                                                                        |
| Wygrana   | Robert Paniączyk                | KO (kolano na wątrobę)                      | 1     | 2:35 | Thai Battle II                                                      | 19.10.2013 | Wrocław          |                                                                        |
| Wygrana   | Jarosław Zawodni                | Decyzja                                     | 3     | 3:00 | The Gladiators K-1 Rules                                            | 20.06.2013 | Wrocław          |                                                                        |
| Przegrana | Aleksandr Olejnik               | Decyzja                                     | 3     | 3:00 | Masters                                                             | 10.06.2011 | ?                |                                                                        |

## Lista zawodowych walk w MMA
| Wynik     | Bilans | Przeciwnik (bilans przed walką) | Rozstrzygnięcie          | Runda | Czas | Rozgrywki                          | Data       | Miejsce  | Uwagi |
| --------- | ------ | ------------------------------- | ------------------------ | ----- | ---- | ---------------------------------- | ---------- | -------- | ----- |
| Przegrana | 2-1    | Bartosz Szewczyk (8-4-1)        | Decyzja (niejednogłośna) | 3     | 5:00 | XTB KSW 109: Kuberski vs. Paczuski | 09.08.2025 | Warszawa |       |
| Wygrana   | 2-0    | Krzysztof Głowacki (1-0)        | Decyzja (jednogłośna)    | 3     | 5:00 | XTB KSW 98: Paczuski vs. Zerhouni  | 14.09.2024 | Lubin    |       |
| Wygrana   | 1-0    | Vasil Ducár (3-2)               | Decyzja (jednogłośna)    | 3     | 5:00 | KSW 91: Mircea vs. Brichta         | 17.02.2024 | Liberec  |       |